# La 501e
La 501e (titre original : 501st) est un roman de science-fiction de Karen Traviss s'inscrivant dans l'univers étendu de Star Wars. Publié aux États-Unis par Del Rey Books en 2009, puis traduit en français et publié par les éditions Fleuve noir en 2011,, il fait suite à la série de romans Republic Commando et se déroule en l'an 18 av. BY.

## Commentaire
Ce volume fait suite à la série Republic Commando mais fait partie de la série Commando impérial car l'histoire se déroule désormais sous l'empire. Une suite était prévue mais a été annulée quand Karen Traviss a rompu son contrat avec Del Rey, l'éditeur américain.
Elle a décidé d'annuler ce contrat à la suite du travail de Dave Filoni sur la série d'animation The Clone Wars, ce dernier n'ayant absolument pas tenu compte du développement que Karen Traviss a opéré pour la planète Mandalore et la culture mandalorienne en général.